# Jakara Anthony
Jakara Anthony, född 8 juli 1998, är en australisk freestyleåkare.
Anthony tävlade för Australien vid olympiska vinterspelen 2018 i Pyeongchang, där hon slutade på 4:e plats i puckelpist. Fyra år senare tog Anthony OS-guld i samma gren vid olympiska vinterspelen 2022 i Peking. Det var Australiens första guld i vinter-OS på tolv år. 